# Vrbov
Vrbov es un municipio del distrito de Kežmarok en la región de Prešov, Eslovaquia, con una población estimada a final del año 2024 de 1525 habitantes.
Se encuentra ubicado al noroeste de la región, cerca del río Poprad (cuenca hidrográfica del río Vístula) y de la frontera con Polonia.

## Demografía
| Año        | 1994 | 2004    | 2014     | 2024    |
| ---------- | ---- | ------- | -------- | ------- |
| Población  | 1165 | 1224    | 1455     | 1525    |
| Diferencia |      | +5,06 % | +18,87 % | +4,81 % |

| Año        | 2023 | 2024    |
| ---------- | ---- | ------- |
| Población  | 1532 | 1525    |
| Diferencia |      | −0,45 % |